# August Mau
August Mau   (Kiel, 15 d'octubre de 1840 - Roma, 6 de març de 1909) va ser un destacat historiador i arqueòleg alemany que va classificar les pintures de les excavacions arqueològiques de Pompeia, la ciutat destruïda per una erupció del Vesuvi l'any 79 dC.
Mau va estudiar teologia clàssica a la seva ciutat natal, però per motius de salut va traslladar-se a Itàlia i va treballar per a l'Institut Arqueològic Alemany (Deutsches Archäologisches Institut) de Roma, on va catalogar el fons de la seva biblioteca.  Després va estudiar i transcriure les inscripcions de Pompeia, però el treball més destacat que hi va fer va ser l'estudi i classificació de les pintures murals, que es trobaven en molt bon estat de conservació per la cendra volcànica que va cobrir la ciutat. Mau va dividir aquestes pintures en els quatre estils pompeians que encara s'utilitzen com a classificació de les pintures romanes: el Primer estil, estructural i decoratiu; el Segon estil, arquitectònic; el Tercer estil, ornamental, i el Quart estil, fantàstic, basat en el teatre.
Després de trenta-set anys de treball dut a terme a Pompeia, Mau va morir sobtadament a Roma el 6 de març de 1909. Tres dies abans havia mort la seva esposa.
L'any 1913 es va col·locar un bust d'August Mau prop de l'entrada de les excavacions de Pompeia.

## Publicacions
- Pompejanische Beiträge. Reimer, Berlin 1879
- Geschichte der decorativen Wandmalerei in Pompeji. Reimer, Berlin 1882.
- Führer durch Pompeji. Furchheim, Naples 1893
- Pompeji in Leben und Kunst. Engelmann, Leipzig 1900
- Katalog der Bibliothek des Kaiserlich Deutschen Archäologischen Instituts in Rom. Löscher, Rome In parts, 1913–1932